# شهرداری کوبارید
شهرداری کوبارید (به لاتین: Municipality of Kobarid) یک منطقهٔ مسکونی در اسلوونی است که در اسلوونی واقع شده‌است. شهرداری کوبارید ۱۹۲٫۷ کیلومتر مربع مساحت و ۴٬۲۱۷ نفر جمعیت دارد.